# Université du Québec en Abitibi-Témiscamingue
Pour les articles homonymes, voir Abitibi-Témiscamingue (homonymie).
 (octobre 2024).
L'Université du Québec en Abitibi-Témiscamingue (UQAT) est une université francophone affiliée au réseau de l'Université du Québec. Université au Québec couvrant le plus grand territoire, elle offre des programmes dans ses campus, centres et point de service en Abitibi-Témiscamingue, dans le Nord-du-Québec, les Hautes-Laurentides et à Montréal. Pour remplir adéquatement sa mission, elle s’est dotée des techniques de pointe en enseignement à distance. 
L'Université du Québec en Abitibi-Témiscamingue (UQAT) compte près de 7 000 étudiantes et étudiants, dont 400 en provenance de l’étranger.

## Programmes d'études
L’UQAT offre plus de 175 programmes de 1er, 2e et 3e cycles dans plusieurs domaines d'études :
- Agriculture
- Création numérique, 3D et jeux vidéo
- Art-thérapie
- Études autochtones
- Développement humain
- Travail social
- Éducation
- Forêts
- Génie
- Gestion
- Mines
- Eaux souterraines
- Environnement
- Santé

Divers programmes sont également offerts aux étudiants issus des Premiers Peuples, dont certains en anglais. 
Avec ses 15 chaires de recherche et ses 11 unités de recherche, l'UQAT est première au Canada pour le volume de recherche par étudiant de cycles supérieurs. Une force de recherche créative dans de secteurs prometteurs : 
- Agroalimentaire
- Communications souterraines
- Développement des petites collectivités
- Entrepreneuriat minier
- Femmes autochtones
- Hydrogéologie
- Restauration des sites miniers abandonnés
- Sylviculture et ligniculture intensive
- Thermoplastique et transformation du bois.

## Histoire
L’Université du Québec en Abitibi-Témiscamingue est l'une des composantes de l'Université du Québec. Elle ne sera indépendante qu'en 1983 après avoir été rattachée, à sa fondation en 1969 à l'Université du Québec à Trois-Rivières, puis directement l'Université du Québec et à l'Université du Québec à Hull jusqu'en 1983.
De 2005 à 2010, Guy Lemire en a été le secrétaire général,.
En 2017, Denis Martel devient le 4e recteur de l'UQAT.
Le 5e recteur de l'UQAT est Vincent Rousson à compter du 1er mars 2021. 
| Nom              | Années      |
| ---------------- | ----------- |
| Rémy Trudel      | 1983 - 1989 |
| Jules Arseneault | 1989 - 2004 |
| Johanne Jean     | 2004 - 2017 |
| Denis Martel     | 2017 - 2021 |
| Vincent Rousson  | 2021 - ...  |

## Campus et centres
L'UQAT bénéficie de trois campus, où sont concentrés la majorité des services et activités de l'université, de quatre centres et d'un point de service.

### Campus

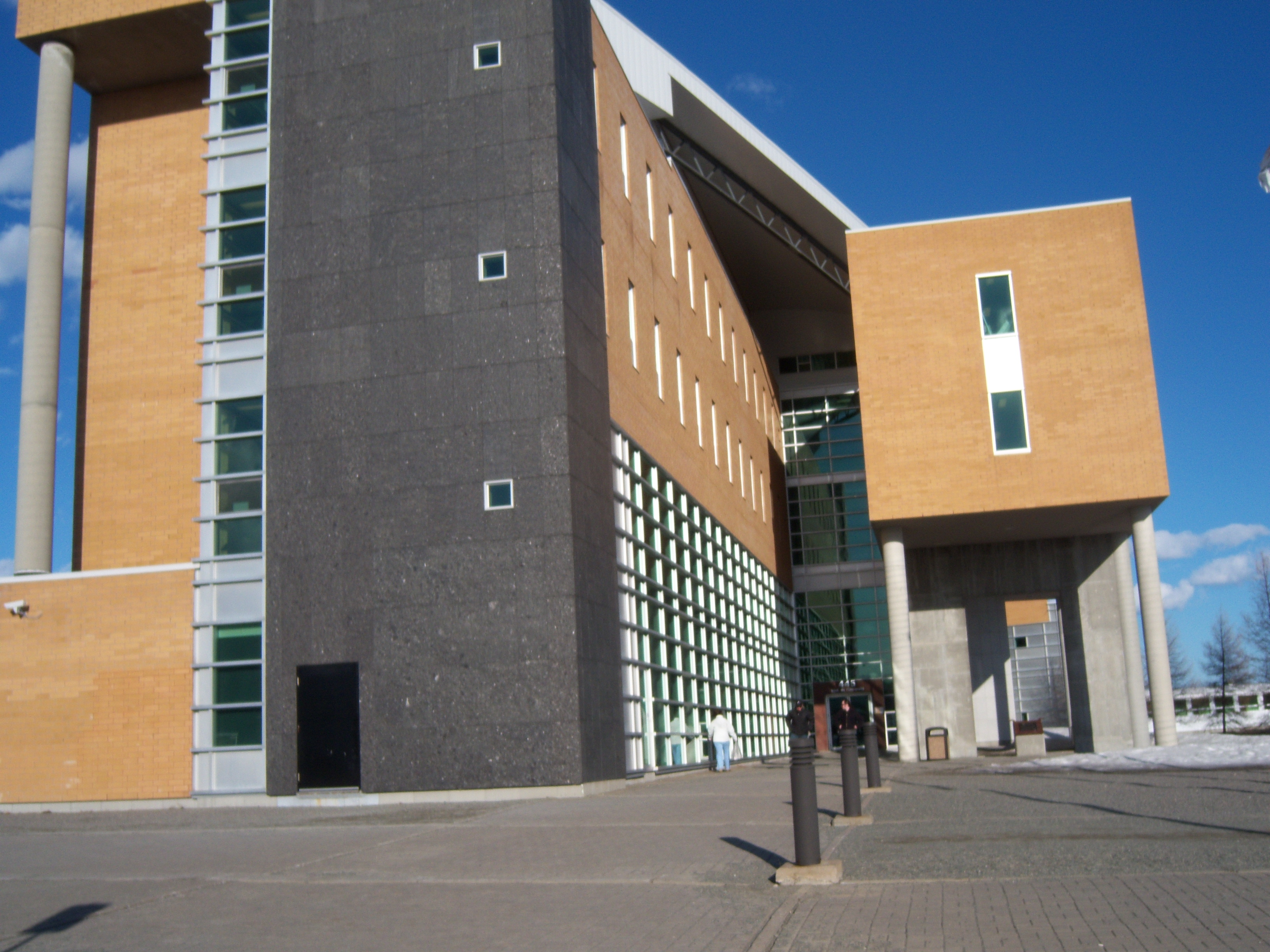
Vue du campus de Rouyn-Noranda.

- Vue du campus de Rouyn-Noranda.Rouyn-Noranda
- Le pavillon des Premiers Peuples de l'UQAT, à Val-d'Or.Val-d'Or

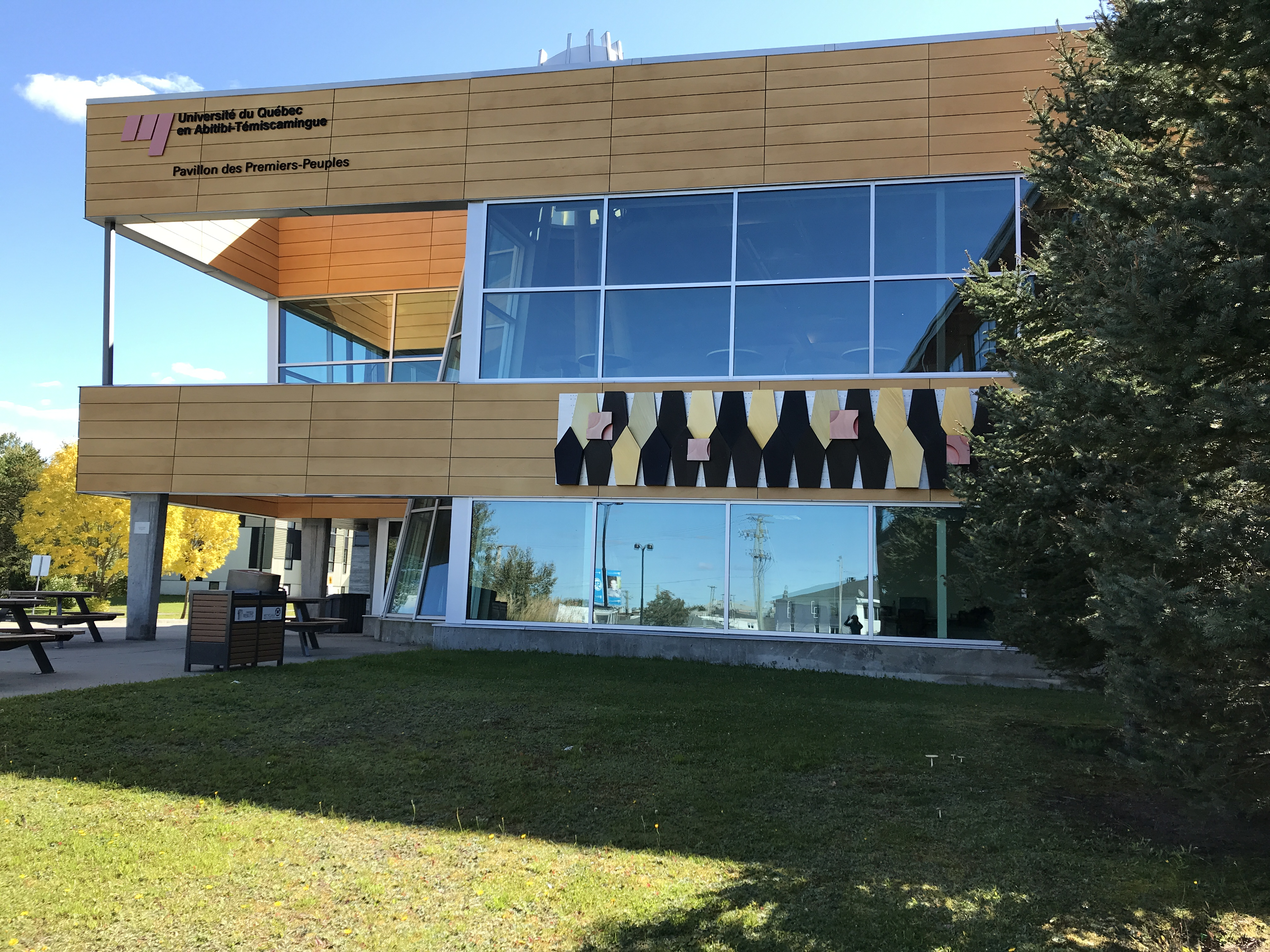
Le pavillon des Premiers Peuples de l'UQAT, à Val-d'Or.

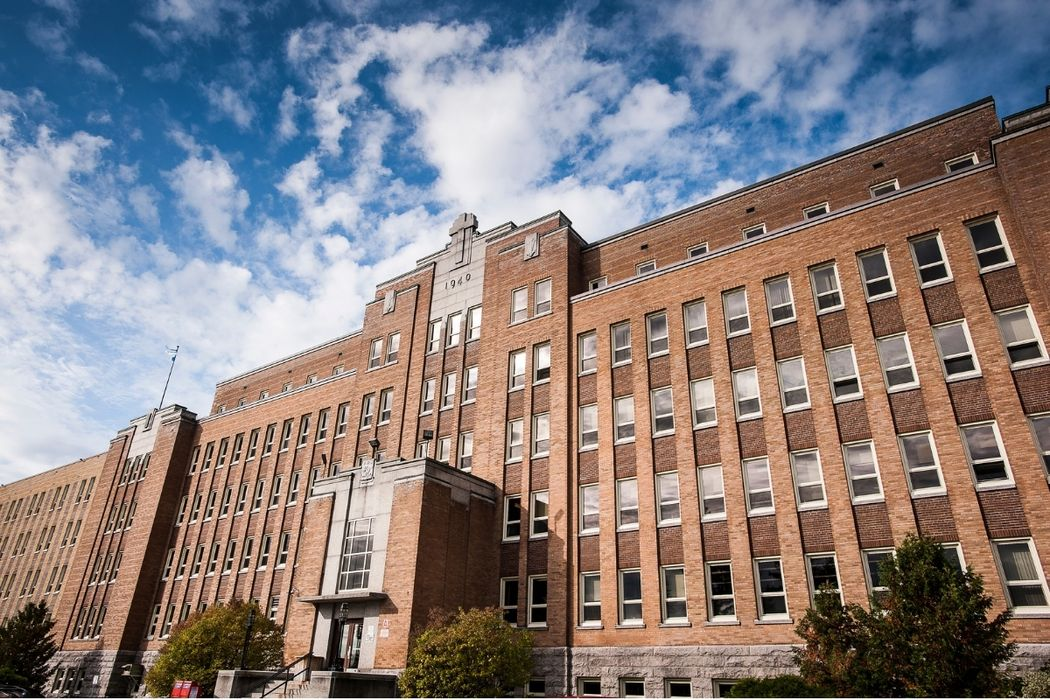
Façade du cégep de l'Abitibi-Témiscamingue, abritant également les locaux de l'UQAT à Amos.

- Façade du cégep de l'Abitibi-Témiscamingue, abritant également les locaux de l'UQAT à Amos. Amos

### Centres régionaux
- Abitibi-Ouest (La Sarre)
- Mont-Laurier
- Montréal
- Témiscamingue (Notre-Dame-du-Nord)

### Point de service
Le point de service de Chibougamau fonctionne selon un principe d'adaptation aux besoins de la population du Nord-du-Québec. Un agent de liaison sur place accompagne les étudiants de la région afin de mettre sur pied des formations pertinentes qui seront offertes sur place sans nécessiter que ceux-ci doivent s'éloigner de leur région pour étudier. 
Le point de service offre, selon la demande, des programmes et des cours de 1er cycle à temps partiel en gestion, santé, éducation et développement humain et social. Les cours y sont dispensés au sein des locaux de la polyvalente La Porte du Nord, et du Centre d'études collégiales de Chibougamau. 
- Chibougamau

## Chaires et unités de recherche

### Chaires
- Chaire CRSNG-Polytechnique-UQAT en environnement et gestion des rejets miniers
- Chaire de recherche internationale en gestion et stabilisation des rejets miniers et industriels
- Chaire Desjardins en développement des petites collectivités[6]
- Chaire en entrepreneuriat minier UQAT-UQAM[7]
- Chaire industrielle CRSNG-UQAT-UQAM en aménagement forestier durable[8]
- Chaire de recherche du Canada en écologie forestière et en aménagement forestier durable[9]
- Chaire industrielle CRSNG-UQAT sur la restauration des sites miniers[10]
- Chaire de recherche du Canada sur la valorisation, la caractérisation et la transformation du bois[11]
- Chaire de recherche du Canada sur le traitement des eaux minières contaminées[12]
- Chaire de recherche du Canada sur les enjeux relatifs aux femmes autochtones (Titulaire Suzy Basile)[13]

### Unités
- Centre de recherche sur le développement territorial (CRDT)
- Équipe de recherche et d'analyse des pratiques professionnelles (ERAPP)
- Groupe de recherche sur l'eau souterraine (GRES)
- Unité de recherche en éducation cognitive (UREC)
- Unité de recherche en électromécanique (UREM)
- Unité de recherche et de développement en agroalimentaire (URDAAT)
- Unité de recherche et de développement forestiers de l'Abitibi-Témiscamingue (URDFAT)
- Unité de recherche et de service en technologie minérale (URSTM)
- Unité de recherche sur les interactions humaines (URIH)
- Unité de recherche, de formation et de développement en éducation en milieu inuit et amérindien (URFDEMIA)

## Personnalités liées

### Professeurs
- Suzy Basile, professeure à l'École des études autochtones et codirectrice au sein de la Commission Écoute, réconciliation et progrès

## Liste des références
1. ↑  « Il y a 10 ans, la région perdait un ardent défenseur », sur www.lecitoyenvaldoramos.com (consulté le 10 décembre 2024)
2. ↑  Radio-Canada, « Tristesse dans la région », sur Radio-Canada, 9 août 2010 (consulté le 13 août 2025)
3. ↑  « https://www.uqat.ca/universite/medias/communiques/index.asp?RefCom=1401 », sur www.uqat.ca (consulté le 14 octobre 2018)
4. ↑  « Nomination au Conseil des ministres – Vincent Rousson sera le prochain recteur de l'UQAT », sur www.uqat.ca (consulté le 17 février 2021)
5. 1 2  Université du Québec en Abitibi-Témiscamingue, « Chibougamau », sur uqat.ca (consulté le 1er février 2024)
6. ↑  « Chaire Desjardins en développement des petites collectivités », sur www.uqat.ca (consulté le 8 octobre 2020)
7. ↑  « Chaire en entrepreneuriat minier UQAT-UQAM », sur www.uqat.ca (consulté le 8 octobre 2020)
8. ↑  « Bienvenue sur le site de la Chaire CRSNG-UQAT-UQAM en Aménagement Forestier Durable - CAFD », sur chaireafd.uqat.ca (consulté le 8 octobre 2020)
9. ↑  « Chaire de recherche du Canada en écologie et en aménagement forestier durable », sur www.uqat.ca (consulté le 8 octobre 2020)
10. ↑  « Chaire industrielle CRSNG-UQAT sur la restauration des sites miniers », sur www.uqat.ca (consulté le 8 octobre 2020)
11. ↑  « Chaire de recherche du Canada sur la valorisation, la caractérisation et la transformation du bois », sur www.uqat.ca (consulté le 8 octobre 2020)
12. ↑  « Chaire de recherche du Canada sur le traitement des eaux minières contaminées », sur www.uqat.ca (consulté le 8 octobre 2020)
13. ↑  « Chaire de recherche du Canada sur les enjeux relatifs aux femmes autochtones », sur www.uqat.ca (consulté le 4 février 2021)